# Мејпл Хајтс-Лејк Дизајер (Вашингтон)
Мејпл Хајтс-Лејк Дизајер (енгл. Maple Heights-Lake Desire) насељено је место без административног статуса у америчкој савезној држави Вашингтон.

## Демографија
По попису из 2010. године број становника је 3.152, што је 583 (22,7%) становника више него 2000. године.
| Група             | 2000.         | 2010.         |
| Белци             | 2.189 (85,2%) | 2.406 (76,3%) |
| Афроамериканци    | 33 (1,3%)     | 81 (2,6%)     |
| Азијати           | 175 (6,8%)    | 437 (13,9%)   |
| Хиспаноамериканци | 70 (2,7%)     | 107 (3,4%)    |
| Укупно            | 2.569         | 3.152         |